# Liopholis whitii
Liopholis whitii là một loài thằn lằn trong họ Scincidae. Loài này được Lacépède mô tả khoa học đầu tiên năm 1804.

## Hình ảnh

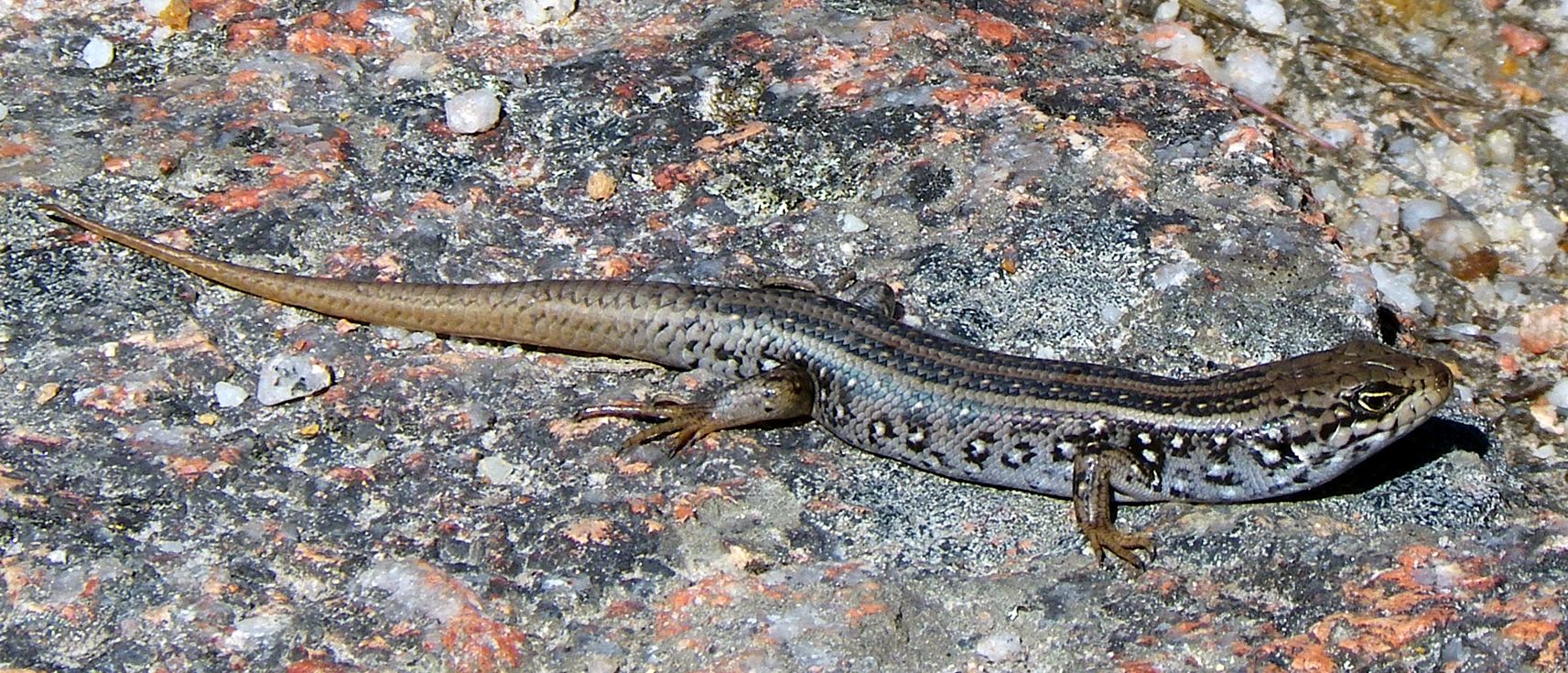
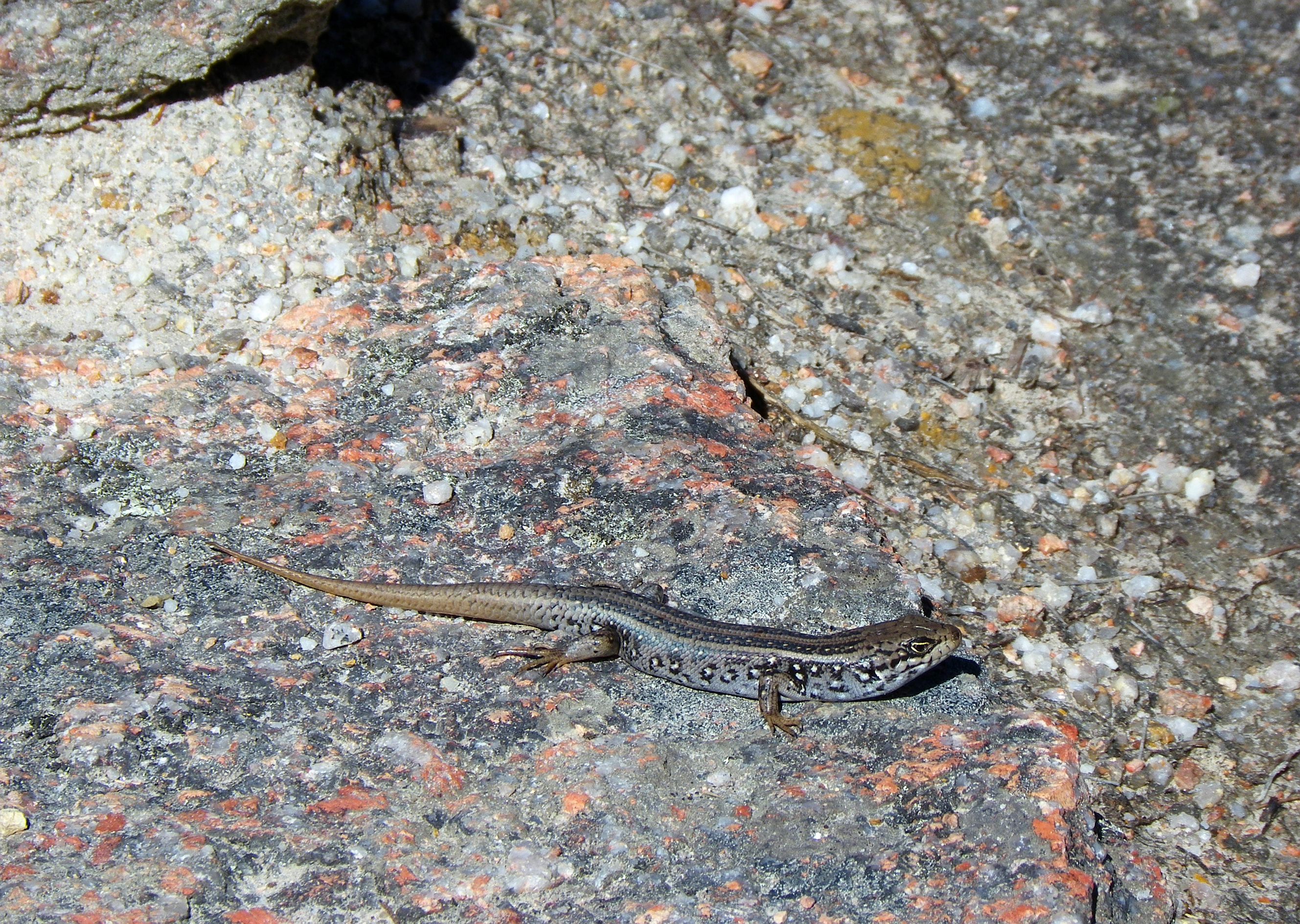